# Club Jorge Chávez Nr. 1
L'Sport Jorge Chávez, també anomenat Club Jorge Chávez Nr. 1, fou un club de futbol peruà de la ciutat de Lima.
Va ser fundat l'any 1910 en honor de l'aviador peruà Jorge Chávez. Fou un dels clubs fundadors de la lliga peruana de futbol. L'any 1913 es proclamà campió nacional. El 1914 finalitzà en tercera posició. El 1906 acabà en segona posició en perdre davant Sport José Gálvez. El 1919 va perdre la Copa de Campeones del Perú davant Sport Alianza. La seva darrera participació en el campionat de primera divisió fou el 1921.

## Palmarès
- Lliga peruana de futbol: 
  - 1913